# Erik Dahlberg

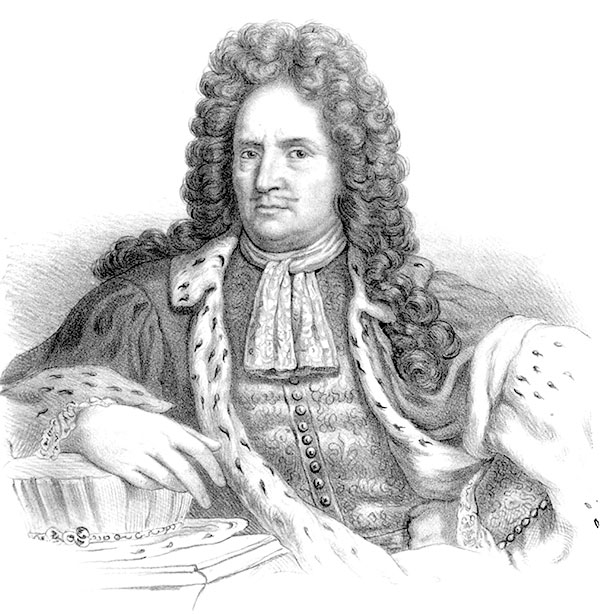
Erik Dahlberg

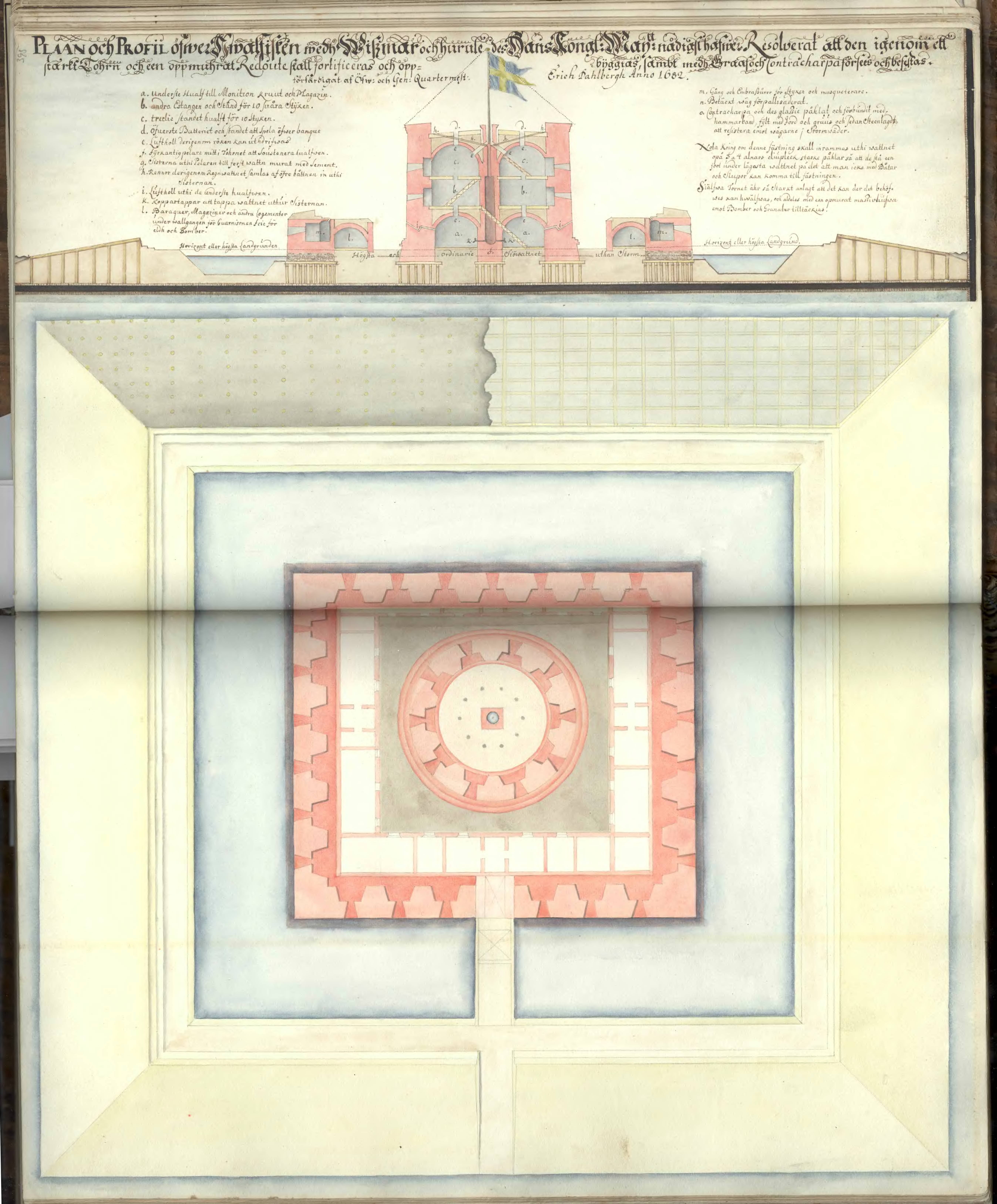
Zeichnung Dahlbergs der Festung auf der Insel Walfisch

Erik Jonsson Graf von Dahlberg (* 10. Oktober 1625 in Stockholm; † 16. Januar 1703 ebenda) war ein schwedischer Feldmarschall, Architekt und Festungsbaumeister. Seine künstlerisch bemerkenswerten Zeichnungen für ein groß angelegtes Kupferstichwerk mit Ansichten schwedischer Orte sind von hohem topographischen und architekturgeschichtlichen Quellenwert.

## Leben
Dahlberg fungierte ab 1646 als Kammerschreiber bei der pommerschen Kammer und wurde 1647 mit Untersuchung sämtlicher schwedischer Festungen in Pommern, Brandenburg, Mecklenburg, Bremen und Westfalen beauftragt. 1650–1654 ließ er sich in Frankfurt am Main bei Georg Andreas Böckler in Perspektive und Befestigungslehre ausbilden, anschließend studierte er in Italien Kunst und Architektur. 1656 in die schwedische Armee zurückbeordert legte, er als Ingenieur neue Festungswerke an und zeichnete sich im Zweiten Nordischen Krieg gegen Polen und Dänemark so aus, dass er 1660 die Stelle eines Oberstleutnants und das Adelsdiplom erhielt und rasch zu höheren Würden aufstieg. Gleichzeitig entstanden erste Zeichnungen für Kupferstiche in Samuel von Pufendorfs Geschichte des Königs Carl X. Gustav von Schweden (erschienen erst 1696/97).
Mit einem königlichen Privileg setzte er 1661 die Arbeit an seinem Hauptwerk, einem großen geografisch-historischen Abbildungswerk der schwedischen Territorien, ein. 1667–1668 reiste er nach Paris, um die ersten Tafeln dafür stechen zu lassen.
Diese Arbeit ruhte zeitweise, als er 1674 mit der Verantwortung für alle schwedischen Festungsbauten betraut wurde. Erst 1684 setzte er die Arbeit an der Topographie fort, jetzt als offizieller Herausgeber im Auftrag der Regierung.
Seine Karriere setzte er auch in der Zivilverwaltung fort, 1687 wurde er Landeshauptmann (Landshövding) in Jönköping, 1693 schwedischer Reichsgraf, Feldmarschall und Generalgouverneur der Herzogtümer Bremen und Verden und 1696 von Livland. Im Jahr 1700 verteidigte er im Großen Nordischen Krieg Riga gegen Sachsen-Polen, trat 1702 zurück, als Karl XII. gegen seinen Willen Polen angriff, und starb am 16. Januar 1703 in Stockholm. Wegen seiner Verdienste um Verbesserung des Festungsbaues in Schweden wurde er der „Vauban Schwedens“ genannt.
Sein Hauptwerk, Suecia antiqua et hodierna, erschien erst 1716 in Stockholm in drei Tafelbänden mit 354 Kupferstichen auf 321 teils gefalteten Tafeln und mit 13 Seiten Register. Der Textteil kam nie über die Einleitung hinaus, und auch der geplante vierte Band mit den Ansichten aus den eroberten Gebieten ist nicht als Kupferstichwerk erschienen. Mehrfach folgten Neuauflagen und Faksimiledrucke. Das seltene und prachtvolle Ansichtenwerk von Schwedens Städten, Häfen, Schlössern, bemerkenswerten Gebäuden, aber auch altnordischen Stätten und Denkmälern aus Schweden und Finnland ist ein wichtiges Zeugnis für die aufwendigen Bauprojekte der Krone und des Adels nach den großen Kriegen. Vielfach folgt er in den Darstellungen einzelner Bauwerke und Gärten französischen und niederländischen Mustern, während die Stadtansichten sich am Vorbild Merians orientieren.
In Peter Englunds 1993 erschienener Darstellung des Dreißigjährigen Kriegs (deutscher Titel: Verwüstung. Eine Geschichte des Dreißigjährigen Krieges) fungiert Erik Jönssens Leben als roter Faden durch die Geschichte des Krieges. Zeitlich umfasst Englunds Abhandlung die Zeit 1625 bis 1656 – also Jönssens Jahre als Jugendlicher, junger Mann sowie Karriere-Netzwerker im Umfeld des späteren schwedischen Königs Karl X. Gustav. Seine späteren Jahre als Marschall, Architekt, Festungsbaumeister sowie Inhaber des Grafenrangs hingegen sind in Englands Buch nicht Thema.

## Werke

### Befestigungen
- Festung Nienburg, ab 1639
- 1684 überarbeitete er die Pläne für die unvollendete Festungsstadt Carlsburg an der Wesermündung, konnte das Scheitern des Projekts jedoch nicht verhindern.
- Bastionen in Arensburg (Estland), nach 1675
- Stadtbefestigung Riga, geplant 1681, ausgeführt 1684 ff.
- Stadtbefestigung Wismar, ab 1681,
- Stadtbefestigung Karlskrona, 1683–1687
- Festung Carlsten bei Marstrand, 1683,
- Festung Drottningskär bei Karlskrona, 1694
- Göteborg, Kruthustorget, Kastell „Der Löwe“, 1689
- Göteborg, Skanstorget, Kastell „Die Krone“, 1697 (heute Militärmuseum)
- Ichnographia Helsingoræ et Arcis Croneburgensis Quæ, 1729 Digitalisat

### Kirchen- und Profanbauten
- Karlskrona, Admiralitätskirche Ulrika Pia, 1685 (Zuschreibung)
- Floda, Grabkapelle für Feldmarschall Lars Kagg, 1666,
- Turinge, Grabkapelle für sich selbst, nach 1681
- Askersund, Grabkapelle Soop, nach 1665
- Göteborg, Christinenkirche, Grabkapelle Rutger von Ascheberg, 1682
- Jönköping, Braheschule, 1695
- Jönköping, Västra-Kapelle, 1694, Holzbau
- Pärnu (Estland), Tallinner Tor

### Stadtplanungsprojekte
- Landskrona, Idealstadtprojekt, 1680
- Narwa, Erweiterungsplan, 1686

### Veröffentlichungen
- Accurata delineatio Castrorum Suecicorum, ut et Haffniæ, Regni Daniæ Metropolis. Riegel, Nürnberg 1729 (Digitalisat), sowie weitere 90 Kupferstiche (Suecia antiqua - Digitalisat der Nationalbibliothek Stockholm).